# MOCA (ベリーグッドマン)
MOCA（モカ、1988年4月24日 - ）は、日本のシンガーソングライター。音楽グループベリーグッドマンのメンバー。大阪府出身。

## 略歴
本名：金山 晋也（かなやま しんや、キム ジンヤ）、韓国籍。大阪市西成区の生まれで、実家は「西成ビストロ」というお好み焼き店を営んでいる。
小学2年生から地元の少年野球チーム西成ホークスで野球を始め、野球部推薦で宮崎県延岡学園高校へ進学。野茂英雄（新日鉄堺）や新庄剛志（西日本短大付）を育てた浜崎満重監督のもと3年時の2006年に春夏連続で甲子園球場の全国大会に出場。自身は控えの内野手で、夏の全国高等学校野球選手権宮崎大会ではベンチ入り選手（背番号20）として優勝・本大会出場決定の瞬間に立ち会ったものの、甲子園球場では春夏ともスタンドからの応援に回っていた（当時、甲子園大会のベンチ入りは18人であった）。その一方で、在学中には生徒会長を務めている。
甲子園メンバーになれなかった事で野球をあきらめて歌手を目指すため、音楽の勉強しながら教員の免許も取れるサウンドデザインコースが新規にできる宝塚造形芸術大学（現・宝塚大学）へ進学。卒業時には教員免許（科目は情報処理）を取得。
卒業後地元大阪で路上ライブやクラブイベントで音楽活動を行う。2011年にRoverと出会い、2013年に自身のソロアルバム『原始人の歌』を発売するにあたりHiDEXと共にプロデュースしてもらう。CD完成後もRover主催のライブ『西村アコースティックス』で意気投合し3人がソロライブを行ううちにHiDEXからRoverへ解散していた「Roofy」の活動再開を打診し、話が進む中で二人からライブのバックDJを頼まれるも「あんな犬小屋みたいなところに俺は収まらん。前に出て行ってしまう。」「俺の才能が爆発するぞ、誰をバックにしようとしてるんだ。」と断りを入れるが、そのいきさつを聞いた多くの関係者から3人で歌った方がいいとアドバイスされ、2013年11月15日に「ベリーグッドマン」結成。しかし結成直前の2013年12月にはファイナリスト16名に勝ち残るも決勝で落選（詳細後述）してしまうが、三代目ケツメイシオーディションへ応募している。
2016年"てっぺんとるぞ宣言"ツアー2016 〜超好感男の進撃〜に5月3日大阪・BIGCAT公演にて4年間付き合った女性と結婚した事、さらに2016年1月20日には第一子が誕生していた事を発表したと5月5日の公式ブログで報告した。
2020年4月から、月に1回のペースで『メゾン・ド・ミュージック』（MBSラジオ）のパーソナリティを担当（担当週のサブタイトルは「ベリーグッドマンMOCAの永遠正月ラジオ」）。

## 人物・エピソード
- MOCAのアーティスト名は最（高の）歌（手）で最歌（モカ）。
- 2012年10月淡路島の海の家で店長をしていた時に交流が始まったたむらけんじの芸歴20周年LIVE「TKF大祭り」に2days出演する。
- ソロアルバム『原始人の歌』は自主レーベル"BISTRO RECORD"より自身の誕生日に発売。
- MOCAが応募した三代目ケツメイシオーディションはメンバーに内緒であった。応募自体は結成前であったがすでに3人でグループでやっていこうとなっており実際に応募から決勝の間にベリーグッドマンを結成している。
- MOCAは三代目ケツメイシオーディションの決勝で白鳥のコスプレでカラオケではなくフリースタイルでケツメイシのメンバーをいじった[4]。
- MOCAの三代目ケツメイシオーディション決勝での白鳥のコスプレ姿はNEWS ZEROでオーディションの様子の一部として放送された[5]。
- MOCAの息子の名付け親はベリーグッドマンのリーダーRoverである[3]。
- 大阪城ホールでのワンマンライブを行った1月20日はMOCAの息子の誕生日でありこの日3歳を迎えた[6]。
- 延岡学園高校硬式野球部の後輩に当たる縁で、阪神タイガース小幡竜平が2年目の2020年に、ソロ曲「No rain , No rainbow」を打席登場曲に使用。（小幡はベリーグッドマンが同年に公開した「ライトスタンド～すべての球児たちへ～」のスペシャルミュージックビデオにも、「友情出演」扱いで登場している）
- 阪神小幡とは2023年の阪神沖縄キャンプにGAORA SPORTSの取材で対談した[7]事で、「No rain , No rainbow(小幡バージョン)」を制作、打席登場曲として使用される。
- 令和5年4月に開校する福岡県福岡市西区の新設小学校「福岡市立西都北小学校」の校歌を作詞作曲した[8]。
  - 福岡市立西都北小学校校歌 - YouTube 福岡チャンネル（福岡市公式）
- 動物アレルギーである[9]。

## CD・曲
- ソロアルバム『原始人の歌』（2013.04.24）
  - [DISC1 CD]
    - 原始人=MOCA
    - No rain , No rainbow
    - なうニート。うぃるニード!!
    - Luv Story
    - Bakation
    - Microcosmos
    - ビストロ
    - Once
    - Music Drive ～BLUE JAWSへ～

  - [DISC2 DVD]
    - What's MOCA!?
    - No rain , No rainbow
    - Luv Story
    - Microcosmos MOCA×Rover
- 福岡市立西都北小学校校歌 作詞・作曲
- プロ野球打席登場曲
  - 阪神タイガース 小幡竜平
    - 「No rain , No rainbow」（2020年 - 2021年、2022年（奇数打席））
    - 「No rain , No rainbow(小幡バージョン)」（2023年 - ）

## 出演

### ラジオ
- ZIP-FM「Talk Talk Talk」25:00 - 25:30（2015年4月1日～） ※ベリーグッドマンとしてのレギュラー番組
- MBSラジオ「メゾン・ド・ミュージック」第1週パーソナリティ（担当週のサブタイトルは「ベリーグッドマンMOCAの永遠正月ラジオ」）。

### テレビ
- 開幕直前スペシャル 驚学甲子園（2021年8月8日、朝日放送テレビ）[10]
- スーパーベースボール虎バン主義。プロ野球 阪神×中日（2021年10月3日、朝日放送テレビ）ゲスト[11]
- スーパーベースボール虎バン主義。プロ野球 阪神×西武（2022年6月1日、朝日放送テレビ）ゲスト[12]
- 虎キャンプ2023春 #1（2023年2月13日、GAORA SPORTS）中野拓夢選手、小幡竜平選手にインタビュー[7]
- スーパーベースボール虎バン主義。プロ野球 阪神×巨人（2023年9月13日、朝日放送テレビ ）ゲスト[13]
- FNN Live News α（2023年9月27日、フジテレビ系列） 阪神タイガース中野選手と対談[14]
- てげビビ！（2023年11月9日 、NHK宮崎）
- はっけんTV（2023年12月15日、NHK九州沖縄ブロック）
- トラツボ2024春（2024年2月29日、GAORAスポーツ）
- GAORA虎キャンプ2025（2025年2月14日、GAORAスポーツ）[15]

### テレビCM
- 関西サイクルスポーツセンター「アトラクション編」「バーベキュー編」「変わり種自転車編」（2022年10月11日 - ）※ベリーグッドマンとして出演

### イベント
- 福岡ソフトバンクホークス 鷹祭SUMMER BOOST（2024年7月27日、福岡 みずほPayPayドーム）※DJとして出演[16]
- 福岡ソフトバンクホークス 鷹祭SUMMER BOOST 2025（2025年8月1日、福岡 みずほPayPayドーム）※DJとして出演[17]